# Тихвинский район
Ти́хвинский муниципа́льный райо́н — муниципальное образование в составе Ленинградской области.
Административный центр — город Тихвин.
Глава муниципального образования Тихвинский район Ленинградской области — Шорохов Юрий Иванович, глава администрации — Брицун Алексей Викторович.

## География
Район расположен на востоке Ленинградской области. Площадь района 7018 км², что составляет 8,1% территории области.
Граничит:
- на севере — с Лодейнопольским муниципальным районом;
- на северо-востоке — с Подпорожским муниципальным районом;
- на востоке — с Вологодской областью (Бабаевский район);
- на юго-востоке — с Бокситогорским муниципальным районом;
- на юге — с Новгородской областью (Любытинский район);
- на юго-западе — с Киришским муниципальным районом;
- на северо-западе — с Волховским муниципальным районом.

Расстояние от административного центра района до Санкт-Петербурга — 215 км.
Крупные реки: Паша, Сясь. Крупные озёра: Шугозеро, Леринское, Капшозеро, Пашозеро, Щало и др.

## История
Район образован в августе 1927 года в составе Ленинградского округа Ленинградской области. В него вошли город Тихвин и 36 сельсоветов бывшего Тихвинского уезда Череповецкой губернии.
В 1930 году в связи с ликвидацией округов район вошёл непосредственно в область.
1 января 1932 года из Тихвинского района в Волховский был передан Воскресенский сельсовет, а из упразднённого Пикалевского района в Тихвинский — Новодеревенский и Сенновский сельсоветы.
20 августа 1935 года населённый пункт, возникший при Тихвинском алюминиевом комбинате, был отнесён к категории рабочих посёлков с присвоением наименования Бокситогорск.
19 июля 1945 года центр района город Тихвин был отнесён к категории городов областного подчинения.
26 сентября 1947 года посёлок Пикалево был отнесён к категории рабочих посёлков.
16 мая 1950 года рабочий посёлок Бокситогорск был преобразован в город районного подчинения.
25 июля 1952 года был образован Бокситогорский район, в его состав были включены город Бокситогорск, рабочий посёлок Пикалево и 12 сельсоветов, в Тихвинском районе осталось 16 сельсоветов.
12 апреля 1957 года из Бокситогорского района в Тихвинский был перечислен Плесовский сельсовет.
1 февраля 1963 года район был преобразован в Тихвинский сельский район, к нему были присоединены 7 сельсоветов бывшего Бокситогорского района и 14 сельсоветов бывшего Капшинского района.
16 апреля 1963 года Колокольницкий сельсовет был передан из Тихвинского района в Лодейнопольский район.
12 января 1965 года Тихвинский сельский район был вновь преобразован в район.
13 января 1966 года из Тихвинского района в восстановленный Бокситогорский район были переданы 7 сельсоветов. Таким образом, на 1 июля 1966 года в состав района входили 23 сельсовета: Алексеевский, Андреевский, Городокский, Горский, Ереминогорский, Заречский, Заручьевский, Ильинский, Клинецкий, Кузьминский, Лазеревичский, Липногорский, Лукинский, Михалевский, Новинский, Пашезерский, Пашский, Пяльинский, Ругуйский, Хундельский, Шиженский, Шомушский, Явосемский.
По данным 1973 года в состав района входили 20 сельсоветов (упразднены Лукинский, Новинский, Хундельский сельсоветы).
По данным 1990 года в состав района входили 13 сельсоветов (упразднены Городокский, Заречский, Заручьевский, Клинецкий, Кузьминский, Михалевский, Пашский, Пяльинский, Ругуйский, Шомушский; образованы Борский, Ганьковский, Шугозерский сельсоветы).
18 января 1994 года постановлением главы администрации Ленинградской области № 10 «Об изменениях административно-территориального устройства районов Ленинградской области» изменено название административно-территориальной единицы «сельсовет» на исторически традиционное наименование административно-территориальной единицы России «волость», таким образом в составе района организовано 13 волостей (Явосемский сельсовет ликвидирован, образована Красавская волость).
17 апреля 1996 года после принятия областного закона № 9-ОЗ «Об административно-территориальном устройстве Ленинградской области» Тихвинский район получил статус муниципального образования.
С 1 января 2006 года в соответствии с областным законом № 52-оз от 1 сентября 2004 года «Об установлении границ и наделении соответствующим статусом муниципального образования Тихвинский муниципальный район и муниципальных образований в его составе» в составе района были образованы 1 городское и 8 сельских поселений (упразднены Алексеевская, Андреевская, Ерёминогорская, Ильинская, Липногорская волости), образованы Коськовское, Мелегежское, Цвылёвское сельские поселения), город Тихвин вместе с Красавской и Лазаревичской волостями вошёл в состав района как Тихвинское городское поселение.

## Население
| 1939    | 1959    | 1970    | 1979    | 1989    | 2002    | 2006    | 2009    | 2010    |
| ------- | ------- | ------- | ------- | ------- | ------- | ------- | ------- | ------- |
| 68 025  | ↘15 748 | ↗24 503 | ↘19 358 | ↘17 104 | ↘14 637 | ↗75 400 | ↘74 016 | ↘70 988 |
| 2011    | 2012    | 2013    | 2014    | 2015    | 2016    | 2017    | 2018    | 2019    |
| ↗71 235 | ↘70 966 | ↗70 994 | ↘70 692 | ↘70 489 | ↘70 024 | ↘69 800 | ↗69 905 | ↘69 567 |
| 2020    | 2021    | 2023    | 2024    | 2025    |         |         |         |         |
| ↘69 457 | ↘67 475 | ↘66 266 | ↘65 782 | ↘65 596 |         |         |         |         |

| Год  | Население, чел. | Источник           | Примечание                                                   |
| ---- | --------------- | ------------------ | ------------------------------------------------------------ |
| 1959 | 15 748          | Перепись 1959 года | Без Тихвина (18 412 чел.) и Капшинского района (14 739 чел.) |
| 1970 | 24 503          | Перепись 1970 года | Без Тихвина (33 971 чел.)                                    |
| 1979 | 19 358          | Перепись 1979 года | Без Тихвина (58 616 чел.)                                    |
| 1989 | 17 104          | Перепись 1989 года | Без Тихвина (71 352 чел.)                                    |
| 2002 | 14 637          | Перепись 2002 года | Без Тихвина (63 338 чел.)                                    |
| 2010 | 70 988          | Перепись 2010 года |                                                              |

### Урбанизация
В городских условиях (город Тихвин) проживают  81,98 % населения района.

### Национальный состав
По итогам переписи населения 2020 года проживали следующие национальности (национальности менее 0,1 % и другое, см. в сноске к строке «Другие»):
| Национальность | Численность, чел. | Доля     |
| -------------- | ----------------- | -------- |
| Русские        | 60 547            | 89,73 %  |
| Украинцы       | 352               | 0,52 %   |
| Белорусы       | 185               | 0,27 %   |
| Татары         | 112               | 0,17 %   |
| Вепсы          | 93                | 0,14 %   |
| Азербайджанцы  | 78                | 0,12 %   |
| Другие         | 6108              | 9,05 %   |
| Итого          | 67 475            | 100,00 % |

## Муниципально-территориальное устройство
Тихвинский муниципальный район как административно-территориальная единица делится на 9 поселений, как муниципальное образование — с 1 января 2006 года включает 9 муниципальных образований нижнего уровня, в том числе 1 городское поселение и 8 сельских поселений.
| № | Поселение                      | Административный центр    | Количество населённых пунктов | Население (чел.) | Площадь (км²) |
| - | ------------------------------ | ------------------------- | ----------------------------- | ---------------- | ------------- |
| 1 | Тихвинское городское поселение | город Тихвин              | 20                            | ↘55 952          | 389,00        |
| 2 | Борское сельское поселение     | деревня Бор               | 11                            | ↗1523            | 351,00        |
| 3 | Ганьковское сельское поселение | деревня Ганьково          | 30                            | ↘992             | 1384,00       |
| 4 | Горское сельское поселение     | деревня Горка             | 22                            | ↘990             | 497,00        |
| 5 | Коськовское сельское поселение | деревня Коськово          | 21                            | ↘592             | 652,00        |
| 6 | Мелегежское сельское поселение | деревня Мелегежская Горка | 13                            | ↗1008            | 573,00        |
| 7 | Пашозёрское сельское поселение | деревня Пашозеро          | 15                            | →462             | 1108,00       |
| 8 | Цвылёвское сельское поселение  | посёлок Цвылёво           | 31                            | ↘1687            | 1085,00       |
| 9 | Шугозёрское сельское поселение | посёлок Шугозеро          | 35                            | ↗2390            | 979,00        |

### Населённые пункты
В Тихвинском районе 198 населённых пунктов.
| №   | Населённый пункт  | Тип                  | Население | Муниципальное образование      |
| --- | ----------------- | -------------------- | --------- | ------------------------------ |
| 1   | Абрамово          | деревня              | ↗6        | Ганьковское сельское поселение |
| 2   | Андронниково      | деревня              | ↘102      | Шугозёрское сельское поселение |
| 3   | Анхимово          | деревня              | →1        | Шугозёрское сельское поселение |
| 4   | Берег             | деревня              | →0        | Пашозёрское сельское поселение |
| 5   | Берёзовик         | посёлок              | ↘656      | Тихвинское городское поселение |
| 6   | Бесовка           | деревня              | ↗11       | Цвылёвское сельское поселение  |
| 7   | Бирючово          | деревня              | ↗25       | Пашозёрское сельское поселение |
| 8   | Большая Палуя     | деревня              | ↗21       | Шугозёрское сельское поселение |
| 9   | Большой Двор      | деревня              | ↗5        | Цвылёвское сельское поселение  |
| 10  | Бор               | деревня              | ↗1242     | Борское сельское поселение     |
| 11  | Бурмакино         | деревня              | ↘8        | Шугозёрское сельское поселение |
| 12  | Валдость          | деревня              | ↘14       | Горское сельское поселение     |
| 13  | Валя              | посёлок ж.д. станции | ↘50       | Цвылёвское сельское поселение  |
| 14  | Ваньково          | деревня              | →1        | Коськовское сельское поселение |
| 15  | Вахрушево         | деревня              | ↗13       | Коськовское сельское поселение |
| 16  | Великая Нива      | деревня              | ↗4        | Мелегежское сельское поселение |
| 17  | Верховье          | деревня              | ↗19       | Шугозёрское сельское поселение |
| 18  | Виногора          | деревня              | ↘4        | Ганьковское сельское поселение |
| 19  | Владычно          | деревня              | ↗7        | Борское сельское поселение     |
| 20  | Воложба           | деревня              | ↗23       | Мелегежское сельское поселение |
| 21  | Вяльгино          | деревня              | ↗7        | Горское сельское поселение     |
| 22  | Ганьково          | деревня              | ↗630      | Ганьковское сельское поселение |
| 23  | Горелуха          | деревня              | ↗6        | Тихвинское городское поселение |
| 24  | Горка             | деревня              | ↘810      | Горское сельское поселение     |
| 25  | Городище          | деревня              | ↗4        | Мелегежское сельское поселение |
| 26  | Городище          | деревня              | ↗10       | Цвылёвское сельское поселение  |
| 27  | Городок           | деревня              | ↗15       | Горское сельское поселение     |
| 28  | Гороховище        | деревня              | ↗1        | Ганьковское сельское поселение |
| 29  | Григино           | деревня              | ↗19       | Шугозёрское сельское поселение |
| 30  | Гуреничи          | деревня              | ↗2        | Ганьковское сельское поселение |
| 31  | Давыдовщина       | деревня              | ↘1        | Ганьковское сельское поселение |
| 32  | Дмитрово          | деревня              | ↗47       | Цвылёвское сельское поселение  |
| 33  | Дорошово          | деревня              | ↗4        | Цвылёвское сельское поселение  |
| 34  | Дуброво           | деревня              | ↗99       | Борское сельское поселение     |
| 35  | Евдокимово        | деревня              | ↗1        | Коськовское сельское поселение |
| 36  | Ерёмина Гора      | деревня              | ↗67       | Ганьковское сельское поселение |
| 37  | Жар               | деревня              | ↘2        | Горское сельское поселение     |
| 38  | Заболотье         | деревня              | ↘105      | Тихвинское городское поселение |
| 39  | Заборовье         | деревня              | ↗11       | Ганьковское сельское поселение |
| 40  | Залющик           | деревня              | ↗36       | Горское сельское поселение     |
| 41  | Заречье           | деревня              | ↘15       | Шугозёрское сельское поселение |
| 42  | Заручевье         | деревня              | ↘11       | Мелегежское сельское поселение |
| 43  | Засыпье           | деревня              | ↗15       | Горское сельское поселение     |
| 44  | Захожа            | деревня              | ↗26       | Мелегежское сельское поселение |
| 45  | Ивановское        | деревня              | ↗19       | Шугозёрское сельское поселение |
| 46  | Имолово           | деревня              | ↗5        | Горское сельское поселение     |
| 47  | Исаково           | деревня              | ↘4        | Ганьковское сельское поселение |
| 48  | Исаково           | деревня              | ↗73       | Коськовское сельское поселение |
| 49  | Казалма           | деревня              | →0        | Ганьковское сельское поселение |
| 50  | Кайвакса          | деревня              | ↗186      | Борское сельское поселение     |
| 51  | Каливец           | деревня              | ↗28       | Борское сельское поселение     |
| 52  | Капшинский        | посёлок              | ↗40       | Ганьковское сельское поселение |
| 53  | Кильмуя           | деревня              | ↗89       | Шугозёрское сельское поселение |
| 54  | Клинец            | деревня              | ↘57       | Мелегежское сельское поселение |
| 55  | Клюшниково        | деревня              | ↘3        | Шугозёрское сельское поселение |
| 56  | Кованщина         | деревня              | ↘2        | Борское сельское поселение     |
| 57  | Коково            | деревня              | ↘10       | Коськовское сельское поселение |
| 58  | Концы             | деревня              | →4        | Ганьковское сельское поселение |
| 59  | Кончик            | деревня              | ↗91       | Пашозёрское сельское поселение |
| 60  | Коптяево          | деревня              | ↗1        | Пашозёрское сельское поселение |
| 61  | Корбеничи         | деревня              | ↗33       | Пашозёрское сельское поселение |
| 62  | Кострино          | деревня              | ↗6        | Мелегежское сельское поселение |
| 63  | Костринский       | местечко             | ↘7        | Тихвинское городское поселение |
| 64  | Коськово          | деревня              | ↘420      | Коськовское сельское поселение |
| 65  | Кошкино           | деревня              | →0        | Шугозёрское сельское поселение |
| 66  | Красава           | посёлок              | ↗880      | Тихвинское городское поселение |
| 67  | Красный Порог     | деревня              | ↗13       | Коськовское сельское поселение |
| 68  | Кривой Наволок    | деревня              | ↗9        | Борское сельское поселение     |
| 69  | Крючково          | деревня              | ↘3        | Горское сельское поселение     |
| 70  | Кудрево           | деревня              | ↘7        | Цвылёвское сельское поселение  |
| 71  | Кузнецова Гора    | деревня              | ↘3        | Пашозёрское сельское поселение |
| 72  | Кузьминка         | деревня              | ↗38       | Шугозёрское сельское поселение |
| 73  | Кулатино          | деревня              | ↘17       | Цвылёвское сельское поселение  |
| 74  | Кулига            | деревня              | ↘10       | Горское сельское поселение     |
| 75  | Куневичи          | деревня              | ↗25       | Ганьковское сельское поселение |
| 76  | Ладвуши           | деревня              | ↗11       | Коськовское сельское поселение |
| 77  | Лазаревичи        | деревня              | ↗57       | Тихвинское городское поселение |
| 78  | Леоново           | деревня              | ↗1        | Коськовское сельское поселение |
| 79  | Леошино           | деревня              | →0        | Ганьковское сельское поселение |
| 80  | Лепуя             | деревня              | ↗8        | Шугозёрское сельское поселение |
| 81  | Лизаново          | деревня              | ↗8        | Шугозёрское сельское поселение |
| 82  | Липная Горка      | деревня              | ↗154      | Цвылёвское сельское поселение  |
| 83  | Лихачево          | деревня              | ↗12       | Ганьковское сельское поселение |
| 84  | Лукино            | деревня              | ↗19       | Пашозёрское сельское поселение |
| 85  | Макарьино         | деревня              | ↘41       | Шугозёрское сельское поселение |
| 86  | Максово           | деревня              | ↗4        | Шугозёрское сельское поселение |
| 87  | Малая Палуя       | деревня              | ↗15       | Шугозёрское сельское поселение |
| 88  | Малое Усадище     | деревня              | ↘2        | Ганьковское сельское поселение |
| 89  | Малыновщина       | деревня              | ↗5        | Горское сельское поселение     |
| 90  | Марково           | деревня              | ↘11       | Цвылёвское сельское поселение  |
| 91  | Медвежий Двор     | деревня              | ↗8        | Коськовское сельское поселение |
| 92  | Мелегежская Горка | деревня              | ↗765      | Мелегежское сельское поселение |
| 93  | Мехбаза           | посёлок              | ↘11       | Ганьковское сельское поселение |
| 94  | Михалёво          | деревня              | ↘18       | Ганьковское сельское поселение |
| 95  | Мишуково          | деревня              | ↘4        | Шугозёрское сельское поселение |
| 96  | Монино            | деревня              | →1        | Борское сельское поселение     |
| 97  | Мошково           | деревня              | ↗82       | Шугозёрское сельское поселение |
| 98  | Наволок           | деревня              | ↘8        | Ганьковское сельское поселение |
| 99  | Наволок           | деревня              | ↗16       | Тихвинское городское поселение |
| 100 | Никульское        | деревня              | ↘20       | Шугозёрское сельское поселение |
| 101 | Новая             | деревня              | ↗18       | Цвылёвское сельское поселение  |
| 102 | Новая Усть-Капша  | деревня              | ↘12       | Ганьковское сельское поселение |
| 103 | Новинка           | деревня              | ↘5        | Ганьковское сельское поселение |
| 104 | Новинка           | деревня              | ↘11       | Ганьковское сельское поселение |
| 105 | Новинка           | деревня              | ↗20       | Коськовское сельское поселение |
| 106 | Новоандреево      | деревня              | ↘66       | Мелегежское сельское поселение |
| 107 | Новое Село        | деревня              | ↗35       | Горское сельское поселение     |
| 108 | Новый             | посёлок              | ↗26       | Горское сельское поселение     |
| 109 | Новый Погорелец   | деревня              | ↗10       | Тихвинское городское поселение |
| 110 | Нюрговичи         | деревня              | →0        | Пашозёрское сельское поселение |
| 111 | Нюрево            | деревня              | ↗7        | Шугозёрское сельское поселение |
| 112 | Овино             | деревня              | ↗64       | Цвылёвское сельское поселение  |
| 113 | Овинцево          | деревня              | ↘8        | Цвылёвское сельское поселение  |
| 114 | Озровичи          | деревня              | →13       | Пашозёрское сельское поселение |
| 115 | Октябрёнок        | деревня              | →0        | Цвылёвское сельское поселение  |
| 116 | Олешково          | деревня              | ↗29       | Шугозёрское сельское поселение |
| 117 | Олончено          | деревня              | ↘7        | Ганьковское сельское поселение |
| 118 | Остров            | деревня              | ↗13       | Мелегежское сельское поселение |
| 119 | Островок          | деревня              | ↗13       | Горское сельское поселение     |
| 120 | Павшино           | деревня              | →8        | Горское сельское поселение     |
| 121 | Паголда           | деревня              | ↗45       | Тихвинское городское поселение |
| 122 | Паньшино          | деревня              | ↘0        | Шугозёрское сельское поселение |
| 123 | Пашозеро          | деревня              | ↗390      | Пашозёрское сельское поселение |
| 124 | Песчанка          | деревня              | ↗11       | Коськовское сельское поселение |
| 125 | Печнева           | деревня              | ↗26       | Цвылёвское сельское поселение  |
| 126 | Пинега            | деревня              | ↘2        | Горское сельское поселение     |
| 127 | Плесо             | деревня              | ↘12       | Мелегежское сельское поселение |
| 128 | Погорелец         | деревня              | ↗11       | Шугозёрское сельское поселение |
| 129 | Подборье          | деревня              | ↗25       | Цвылёвское сельское поселение  |
| 130 | Поречье           | деревня              | ↘8        | Шугозёрское сельское поселение |
| 131 | Прогаль           | деревня              | ↗12       | Горское сельское поселение     |
| 132 | Пудроль           | деревня              | ↗37       | Горское сельское поселение     |
| 133 | Пяхта             | деревня              | ↗67       | Горское сельское поселение     |
| 134 | Рандога           | деревня              | ↗9        | Горское сельское поселение     |
| 135 | Рапля             | деревня              | ↘4        | Мелегежское сельское поселение |
| 136 | Ратилово          | деревня              | ↘6        | Коськовское сельское поселение |
| 137 | Ругуй             | деревня              | ↘21       | Цвылёвское сельское поселение  |
| 138 | Самара            | деревня              | ↘0        | Шугозёрское сельское поселение |
| 139 | Саньково          | деревня              | ↘34       | Коськовское сельское поселение |
| 140 | Сарка             | посёлок              | ↘375      | Тихвинское городское поселение |
| 141 | Сарожа            | деревня              | ↗90       | Борское сельское поселение     |
| 142 | Сашково           | деревня              | ↗7        | Коськовское сельское поселение |
| 143 | Свирь             | деревня              | ↘164      | Цвылёвское сельское поселение  |
| 144 | Селище            | деревня              | ↘6        | Шугозёрское сельское поселение |
| 145 | Сёлово            | деревня              | ↗15       | Цвылёвское сельское поселение  |
| 146 | Сельцо            | деревня              | ↗33       | Шугозёрское сельское поселение |
| 147 | Серебрянка        | деревня              | ↗8        | Ганьковское сельское поселение |
| 148 | Серёдка           | деревня              | ↘1        | Коськовское сельское поселение |
| 149 | Ситомля           | деревня              | →24       | Цвылёвское сельское поселение  |
| 150 | Смоленец          | посёлок              | ↗10       | Тихвинское городское поселение |
| 151 | Смоленский Шлюз   | местечко             | ↘6        | Тихвинское городское поселение |
| 152 | Снопово           | деревня              | ↗13       | Коськовское сельское поселение |
| 153 | Сосновка          | деревня              | →2        | Ганьковское сельское поселение |
| 154 | Старый Погорелец  | деревня              | ↘4        | Тихвинское городское поселение |
| 155 | Стрелково         | деревня              | ↗38       | Пашозёрское сельское поселение |
| 156 | Стретилово        | деревня              | ↗133      | Тихвинское городское поселение |
| 157 | Струнино          | деревня              | ↘19       | Цвылёвское сельское поселение  |
| 158 | Сугорово          | деревня              | ↗24       | Цвылёвское сельское поселение  |
| 159 | Сукса             | деревня              | ↗16       | Коськовское сельское поселение |
| 160 | Теплухино         | деревня              | ↗6        | Тихвинское городское поселение |
| 161 | Теренино          | деревня              | ↗5        | Ганьковское сельское поселение |
| 162 | Тимошино          | деревня              | ↗38       | Шугозёрское сельское поселение |
| 163 | Тихвин            | город                | ↘53 778   | Тихвинское городское поселение |
| 164 | Токарево          | деревня              | ↘4        | Ганьковское сельское поселение |
| 165 | Тумище            | деревня              | →1        | Горское сельское поселение     |
| 166 | Тумово            | деревня              | ↗7        | Коськовское сельское поселение |
| 167 | Туравкино         | деревня              | ↘8        | Цвылёвское сельское поселение  |
| 168 | Ульянино          | деревня              | ↘10       | Коськовское сельское поселение |
| 169 | Ульяница          | деревня              | ↘7        | Шугозёрское сельское поселение |
| 170 | Урья              | деревня              | ↗1        | Пашозёрское сельское поселение |
| 171 | Усадище           | деревня              | ↗18       | Ганьковское сельское поселение |
| 172 | Устье             | деревня              | ↗23       | Цвылёвское сельское поселение  |
| 173 | Усть-Капша        | деревня              | ↘20       | Ганьковское сельское поселение |
| 174 | Усть-Капша        | деревня              | ↗21       | Пашозёрское сельское поселение |
| 175 | Усть-Шомушка      | деревня              | ↗49       | Тихвинское городское поселение |
| 176 | Ушаково           | деревня              | ↗11       | Шугозёрское сельское поселение |
| 177 | Филовщина         | деревня              | ↗20       | Цвылёвское сельское поселение  |
| 178 | Фишева Гора       | деревня              | ↗160      | Тихвинское городское поселение |
| 179 | Халезево          | деревня              | ↗2        | Цвылёвское сельское поселение  |
| 180 | Харагеничи        | деревня              | →12       | Пашозёрское сельское поселение |
| 181 | Харитоновщина     | деревня              | ↘18       | Коськовское сельское поселение |
| 182 | Харчевня          | деревня              | ↗23       | Цвылёвское сельское поселение  |
| 183 | Царицыно Озеро    | посёлок              | ↗251      | Тихвинское городское поселение |
| 184 | Цвылёво           | посёлок ж.д. станции | ↗22       | Цвылёвское сельское поселение  |
| 185 | Цвылёво           | посёлок              | ↗1015     | Цвылёвское сельское поселение  |
| 186 | Чаголино          | деревня              | →1        | Горское сельское поселение     |
| 187 | Чемихино          | деревня              | ↗35       | Цвылёвское сельское поселение  |
| 188 | Черенцово         | посёлок ж.д. станции | ↗43       | Цвылёвское сельское поселение  |
| 189 | Черноваткино      | деревня              | ↗11       | Борское сельское поселение     |
| 190 | Чога              | деревня              | ↘4        | Пашозёрское сельское поселение |
| 191 | Чуганово          | деревня              | ↗5        | Шугозёрское сельское поселение |
| 192 | Чудское           | деревня              | ↗9        | Шугозёрское сельское поселение |
| 193 | Шибенец           | деревня              | ↘31       | Мелегежское сельское поселение |
| 194 | Шомушка           | деревня              | ↘15       | Борское сельское поселение     |
| 195 | Шугозеро          | посёлок              | ↗2167     | Шугозёрское сельское поселение |
| 196 | Шуйга             | деревня              | ↗47       | Шугозёрское сельское поселение |
| 197 | Щекотовичи        | деревня              | ↘1        | Ганьковское сельское поселение |
| 198 | Ялгино            | деревня              | ↗47       | Тихвинское городское поселение |

## Экономика
Наблюдаются устойчивые тенденции возрождения сельскохозяйственного статуса района (коим и являлся Тихвинский район до 1965 года)
Основные промышленные предприятия:
Машиностроение:
ЗАО «Тихвинский Сборочный завод  «Титран-Экспресс», Тихвинский вагоностроительный завод.
Деревообработка:
ООО «Сведвуд Тихвин», 
ЗАО «Тихвинский комплексный леспромхоз», 
ООО «Русский лес»

## Транспорт

### Автомобильные дороги
По территории района проходят автодороги:
- А114 (Вологда — Новая Ладога)
- 41А-009 (Лодейное Поле — Чудово)
- 41К-019 (Явшиницы — Ганьково)
- 41К-021 (Паша — Часовенское — Кайвакса)
- 41К-166 (западный подъезд к г. Тихвин)
- 41К-167 (Тихвин — Заручевье)
- 41К-168 (Заручевье — Рапля)
- 41К-265 (Овино — Липная Горка)
- 41К-885 (Шугозеро — Никульское)
- 41К-886 (Коськово — Исаково)
- 41К-888 (Тихвин — Красава)
- 41К-887 (Кончик — Лукино)
- 41К-889 (Шугозеро — Заречье)
- 41К-890 (подъезд к аэропорту г. Тихвин)
- 41К-891 (подъезд к дер. Шибенец)
- 41К-892 (подъезд к д. Валдость)
- 41К-893 (подъезд к д. Островок)
- 41К-894 (подъезд к дер. Ситомля)
- 41К-895 (подъезд к дер. Корбеничи)
- 41К-896 (подъезд к пос. Царицыно Озеро)
- 41К-897 (подъезд к д. Имолово)
- 41К-898 (подъезд к дер. Дуброво)
- 41К-899 (Горка — Крючково)
- 41К-900 (подъезд к д. Пудроль)
- 41К-901 (Павшино — Новый)
- 41К-902 (подъезд к дер. Печнева)
- 41К-903 (Мелегежская Горка — Плесо)
- 41К-904 (Шибенец — Клинец)
- 41К-907 (Пашозеро — Чога)
- 41К-910 (подъезд к дер. Дмитрово)
- 41К-911 (подъезд к дер. Харчевня и дер. Струнино)
- 41К-912 (подъезд к дер. Сёлово)
- 41К-913 (подъезд к дер. Марково)
- 41К-914 (подъезд к дер. Овинцево)
- 41К-915 (Никульское — Верховье)
- 41К-918 (Григино — Лизаново)
- 41К-919 (подъезд к д. Малыновщина)
- 41К-920 (Шуйга — Погорелец)
- 41К-921 (Андронниково — Селище)
- 41К-922 (подъезд к дер. Горелуха)
- 41К-923 (подъезд к дер. Лазаревичи)
- 41К-925 (подъезд к дер. Устье)
- 41К-926 (Андронниково — Анхимово)
- 41К-927 (подъезд к дер. Бесовка)
- 41К-928 (подъезд к дер. Поречье)
- 41К-929 (подъезд к дер. Мишуково)
- 41К-930 (подъезд к дер. Самара)
- 41К-931 (подъезд к дер. Олешково)
- 41К-932 (Чемихино — Дорошово)
- 41К-934 (Новый — Городок)
- 41К-935 (Сарожа — Черноваткино — Кованщина)
- 41К-936 (Заручевье — Великая Нива)
- 41К-937 (Заручевье — Захожа)